# Паратунка (река)
Паратунка — река в России, на юго-востоке полуострова Камчатка.
Исток — в предгорьях вулкана Вилючинская сопка. Протекает преимущественно в северном направлении вблизи городов Елизово, Вилючинска и Петропавловска-Камчатского; посёлка Термальный, сёл Паратунка и Николаевка, через санаторно-курортную зону с одноимённым названием, протянувшуюся вдоль долины реки и её притоков. Впадает в Авачинскую бухту Тихого океана. Длина — 81 км, площадь водосборного бассейна — 1500 км².

## Этимология названия
Название реки произошло от имени Паратун — ительменского (по другим источникам — айнского) шамана, который первым начал лечить своих соплеменников горячими источниками.

## Ихтиофауна
Река является местом нереста лососёвых пород рыб. В реке постоянно обитают микижа, кунджа. В результате браконьерства рыбные запасы реки сильно подорваны, почти полностью уничтожены популяции горбуши и кеты.

## Достопримечательности
В долине реки находятся три группы термальных источников. В настоящее время скважинами глубокого бурения вскрыты воды с температурами до 92 °C.

## Данные водного реестра
По данным государственного водного реестра России относится к Анадыро-Колымскому бассейновому округу, речной бассейн реки — Камчатка, водохозяйственный участок — бассейны рек Тихого океана п-ова Камчатка южнее юго-восточной границы бассейна р. Камчатка.
Код объекта в государственном водном реестре — 19070000212120000023206.

### Притоки (км от устья)
- 8 км: река Тихая (лв)
- 16 км: река Быстрая (нижняя) (лв)
- 20 км: ручьи Хайкова, руч. Коркина (лв)
- 26,5 км: ключ Быстрый (пр)
- 35 км: ключ Левый Тополовый (пр)
- 42 км: рукав Левая Паратунка (Карымшина) (лв)
- 45 км: река Карымшина (лв)
- 53 км: река Поперечная (лв)
- 66 км: река Быстрая (верхняя) (пр)